# Natallja Karejwa
Natallja Karejwa (belarussisch Наталля Карэйва, engl. Transkription Natallia Kareiva; * 14. November 1985) ist eine belarussische Mittelstreckenläuferin, die sich auf die 1500-Meter-Distanz spezialisiert hat.
2010 wurde sie bei den Hallenweltmeisterschaften in Doha Neunte und scheiterte bei den Europameisterschaften in Barcelona im Vorlauf. Auch bei den Weltmeisterschaften 2011 in Daegu schied sie in der Vorrunde aus.
2012 wurde sie Vierte bei den Hallenweltmeisterschaften in Istanbul. 2014 wurde sie wegen Dopings für zwei Jahre gesperrt. Außerdem wurden alle Ergebnisse ab dem 28. Juli 2010 gestrichen.

## Persönliche Bestzeiten
- 800 m: 2:01,42 min, 14. Juli 2007,	Debrecen
  - Halle: 2:02,67 min, 11. Februar 2012, Mahiljou
- 1000 m: 2:38,47 min, 9. September 2007, Königs Wusterhausen
  - Halle: 2:37,33 min, 6. Februar 2011, Moskau
- 1500 m: 4:06,40 min, 22. Juli 2011, Barcelona
  - Halle: 4:08,60 min, 27. Januar 2012, Homel